# Heterophleps morensata
Heterophleps morensata là một loài bướm đêm trong họ Geometridae.